# T1 (deportes electrónicos)
T1 (anteriormente SK Telecom T1 o SKT T1) es un equipo profesional de deportes electrónicos, propiedad de la compañía surcoreana de telecomunicaciones SK Telecom. La organización cuenta con representación en varios de los deportes eléctricos más importantes de la actualidad, como lo son League of Legends, Valorant o Apex Legends, destacando notablemente en el primero.
SKT T1 es uno de los mejores equipos de League of Legends de la historia, que cuenta en su plantilla con grandes jugadores como Faker, considerado por muchos el mejor jugador de la historia del videojuego. Son los máximos campeones del Campeonato Mundial de League of Legends, la competición más importante del videojuego, con cinco títulos conquistados en 2013 (como SK Telecom T1 K), 2015, 2016, 2023 y 2024. También fueron campeones del circuito coreano OGN en múltiples ocasiones.

## League of Legends

### Historia
SK Telecom T1
Aunque ya habían ganado su primer título mundial en 2013, su supremacía durante el año 2015 fue sobresaliente. El equipo ganó dos títulos domésticos en corea, primavera y verano, para acabar de redondear la temporada haciéndose con su segundo título de campeón del mundo en el Campeonato Mundial de League of Legends 2015 sin apenas encontrar oposición.
Dejando atrás un 2015 estelar, los múltiples cambios de la alineación de SKT hicieron que el equipo no tuviera el mejor de los comienzos en 2016. Sin embargo, tras un breve periodo de adaptación, este año se convertiría en otro de los mejores de su historia. Resultaron campeones invictos del IEM Katowice, se hicieron con primer puesto en el split de primavera, ganaron el Mid-Season Invitational y se consagraron como campeones del Campeonato Mundial de League of Legends 2016, después de haber derrotado al conjunto favorito, ROX Tigers, en la semifinal, en una serie que se considera como una de las mejores de la historia, y todo en un mismo año.

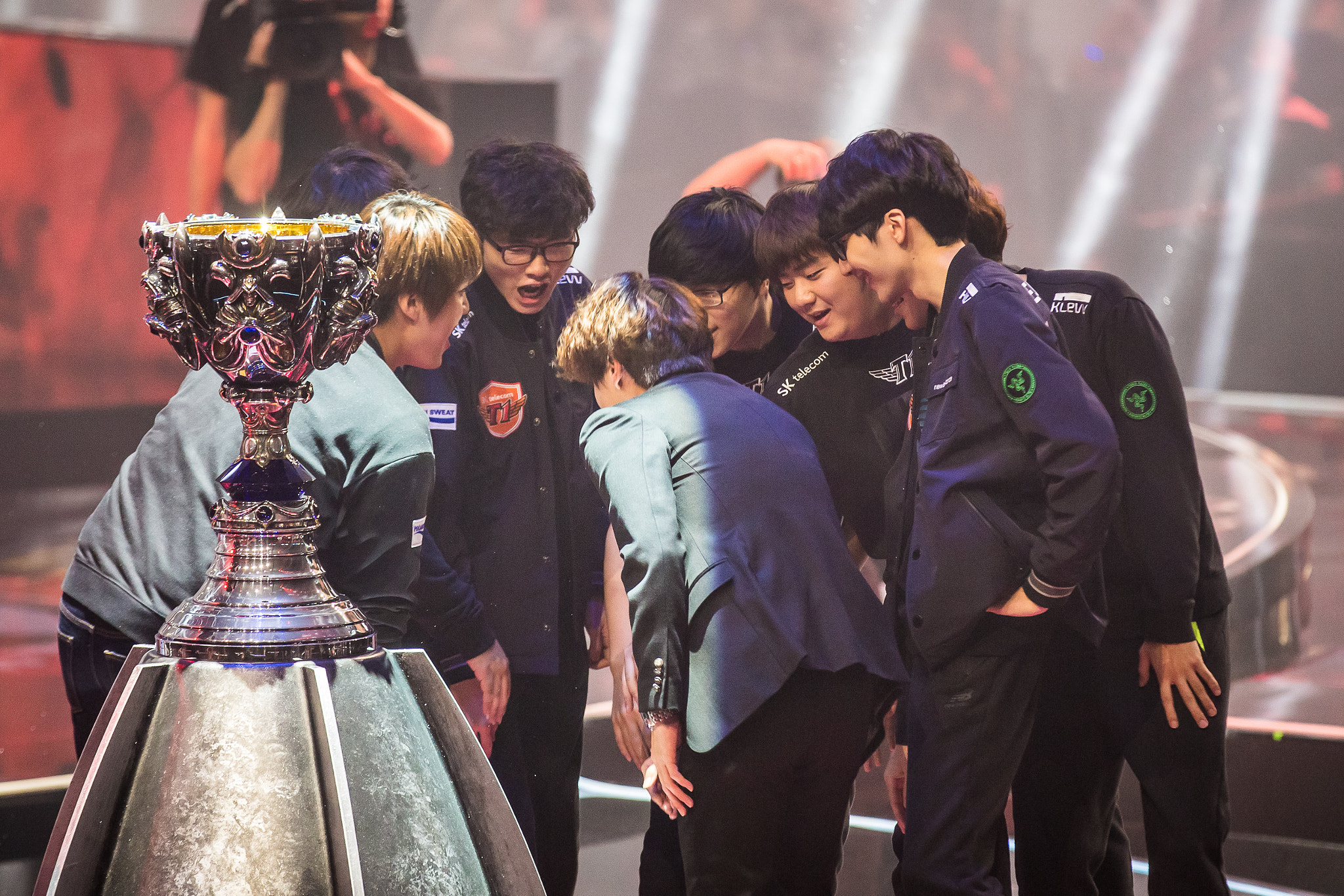
El conjunto de SKT Telecom T1 junto al trofeo del Campeonato Mundial de League of Legends 2015.

El 2017 comenzaría bien para el equipo, con dos nuevas incorporaciones en la plantilla SKT se haría con el split de primavera y ganaría por segundo año consecutivo el MSI. Sin embargo, en verano las cosas se complicarían y, tras una temporada regular algo atropellada, el equipo solo lograría hacerse con el segundo puesto, ganando eso sí una plaza para el Campeonato Mundial de League of Legends 2017. No obstante, la tendencia del conjunto durante el torneo no fue del todo ascendente, ganando partidos al límite, dejando entrever que no eran el equipo invencible que todos recordaban. Aun así, tras algunas victorias ajustadas, llegaron a las finales, donde las sospechas se confirmaron, materializándose a través de una aplastante derrota 0-3 ante el equipo de Samsung Galaxy  en una serie que pasaría a la historia.
El año de 2018 fue, sin dudas, el más duro para la organización. Ante la necesidad de cambiar jugadores tras los resultados del año anterior SKT decidió modificar gran parte de su plantilla, promocionando a varios jugadores de su academia. El equipo fue incapaz de rendir bien durante el año, no ganaron ningún título y no lograron clasificarse ni al MSI ni al Mundial, llegando hasta un punto crítico, teniendo que jugar en posiciones de descenso, donde Faker tuvo que brillar para salvar a su equipo.
La temporada de 2019 fue una de grandes cambios. Tras los terribles resultados del año anterior se reconstruyó la plantilla de nuevo, con Faker como eje principal. El equipo empezó de maravilla, haciéndose con su séptimo título doméstico y accediendo al MSI. Sin embargo, sería en esta edición del Mid-Season Invitational, donde SKT se toparía con la horma de su zapato. El equipo de G2 Esports, campeón de Europa, se plantó ante ellos en la semifinal y logró eliminarlos, ganando la serie 3-2 y haciéndose posteriormente con el título. Cansados y frustrados por el resultado comenzarían el split de verano con mal pie, aunque serían capaces de recomponerse y hacerse con el título de nuevo, llegando al Campeonato Mundial de League of Legends 2019. Todo parecía marchar bien hasta que, por segunda vez en ese mismo año, SKT se cruzó en las semifinales con el equipo de G2. Tras una serie dudosa por parte de SKT, los europeos se hicieron con la victoria por 3-1, dejando a Faker a un paso de la final.
T1
2020 fue una etapa de regeneración para la organización, comenzando por su propio nombre, que pasó a ser T1 tras el acuerdo al que se llegó con la empresa norteamericana Comcast Spectator. A nivel deportivo fue un año ajetreado, lleno de nuevas y jóvenes incorporaciones a la plantilla y condicionado por la pandemia de COVID-19. La temporada comenzó bien para el equipo que lograría hacerse con la victoria en el split de primavera. Sin embargo, la pandemia mundial provocó la cancelación del MSI, por lo que el equipo tuvo que esperar hasta el split de verano para competir de nuevo. En verano las cosas parecían estar fallando y, tras una temporada convulsa, acabaron siendo eliminados por GenG en las finales regionales, quedándose fuera del Mundial.
En 2021 las cosas no parecían haber cambiado mucho, el conjunto de T1 siguió intercambiando fichas, ascendiendo y desciendo a jugadores de la academia, buscando una alineación capaz de enfrentar a los mejores de nuevo. Finalmente, en verano, lograron una buena combinación y llegaron hasta la final de corea, donde fueron derrotados por el conjunto de DWG KIA, campeones del Campeonato Mundial de League of Legends 2020. Sin embargo, esta segunda posición les otorgó igualmente acceso al Campeonato Mundial de League of Legends 2021, donde hicieron una buena actuación. Tras una igualada semifinal contra DAMWON KIA fueron eliminados del torneo, quedándose de nuevo a las puertas de la final.
2022 se convirtió en uno de los mejores y más desafortunados años de la organización. Si bien lograron una contundente victoria en primavera, quedando invictos tras 18 victorias seguidas en temporada regular y haciéndose con su décimo título doméstico, este fue el único trofeo que la organización logró ganar durante este año. Se presentaron como favoritos en el Mid-Season Invitational 2022, pero terminaron por perder la final 3-2 ante el conjunto chino de RNG. En verano hicieron una buena actuación, sin embargo, las secuelas del MSI y el cansancio acumulado afectaron al grupo, el cual perdió la final ante GenG. Estando clasificados para el Campeonato Mundial de League of Legends 2022 volvieron a mostrar un gran nivel durante el torneo, postulándose como favoritos de nuevo según iban avanzando las rondas. Lograron derrotar al otro favorito y campeón chino, JDG, en las semifinales, llegando a las finales del Mundial por primera vez desde 2017. Mientras tanto, un sorprendente DRX, cuarto representante coreano, ganaba la otra semifinal ante GenG, acudiendo a una última cita contra sus compatriotas. La final, considerada por muchos la mejor de toda la historia de la competición, se saldó con un trepidante 3-2 a favor de DRX, dejando a T1 y a Faker al borde de alcanzar su sueño del alzarse con su cuarto título mundial.
La temporada de 2023 comenzó bien para T1, que decidió no realizar cambios, a fin de pulir los pequeños detalles que les habían dejado a tan solo unos pocos pasos de la victoria. Durante la temporada de primavera el conjunto se mostró muy fuerte y unido, no obstante, para asombro de muchos, terminaron por perder la final ante un poderoso y renovado GenG. Por primera vez en años, el Mid-Season Invitational 2023, albergó a dos equipos de cada una de las regiones mayores (Europa, Norteamérica, China y Corea del Sur), por lo que T1 accedió al torneo a pesar de haber quedado segundo. Sin embargo, T1, perdió una ajustada semifinal 2-3 contra JDG, a los que ya se habían enfrentado en el campeonato mundial pasado. El equipo de JDG se había rehecho a principios de año, con una plantilla llena de leyendas de la competición y jóvenes promesas, y venía de dominar la liga china de forma contundente. Esto hizo que T1 cayese al loser bracket, donde perdieron contra el segundo representante chino, Bilibili Gaming, qué llegó a la final contra JDG solo para perder de nuevo, repitiendo lo que había ocurrido en su liga regional. Después de un verano lleno de dudas y altibajos, incluyendo una lesión de Faker, que le impidió jugar durante semanas, T1 se clasificó para el Campeonato Mundial de League of Legends 2023. A pesar de las inseguridades dentro de la propia fanbase del equipo y de los analistas de la competición, T1 tuvo un gran y sorprendente desempeño durante el torneo. La prueba de fuego se presentó en la semifinal, donde se enfrentaron al equipo de JDG, por tercera vez consecutiva. No obstante y contra pronóstico, T1 se alzó con la victoria de forma contundente, posicionandose como favoritos al título y cortando la racha del equipo chino, que venía de ganar el resto de torneos del año. T1 llegó, contra viento y marea, a la final del mundo por segunda vez consecutiva, con la oportunidad de ganar por fin su cuarto título. Finalmente, tras una serie frente a Weibo Gaming,  cuarto seed chino, absolutamente decantada para el conjunto coreano, T1 y Faker, obtuvieron su cuarto título mundial después de 7 años.
En 2024 T1 mantuvo el que hasta la fecha es el roster había sido el roster mas estable de la historia del League of Legends competitivo con Zeus, Oner, Faker, Gumayusi y Keria. En el primer split de la LCK quedaron segundos tanto en la temporada regular como en los playoffs tras perder la final contra GenG. Consiguieron aun así la clasificación al MSI teniendo que jugar el play-in. Clasificaron, y tras sufrir contra G2 y perder contra BiliBiliGaming, comenzaron su camino por el bracket inferior en el que ganaron fácilmente a Team Liquid y G2. Pero en las semifinales se volvieron a encontrar con BLG quienes acabaron venciendo y pasando a la final. Tras conseguir el título en la Esports World Cup organizada por Arabia Saudí volvieron a la LCK donde clasificaron a playoffs en cuarto seed pero perdieron dos veces contra Hanwha Life Esports para quedar eliminados en la semifinal. Peor ello tuvieron que jugar el torneo clasificatorio coreano para el mundial, donde tras una actuación decepcionante acabaron clasificando como cuarto seed de la región. En el mundial clasificaron con un record de 3-1 en el suizo y tras dos sorprendentes victorias faciles ante Top Esports, los cuales les habían ganado en el suizo, y contra GenG contra los que llevaban sin ganar casi dos años. En la tercera final de Worlds consecutiva de la organización se enfrentaron contra BLG, y tras una emocionante final se alzaron por segunda vez consecutiva con la copa. A final de año, para sorpresa de todo el mundo T1 anunció que Zeus dejaba de ser el top laner del equipo y ficharon a Doran. Esto provocó críticas y malestar entre el fandom.
En 2025 T1 no encontró la forma con su nuevo toplaner llevándoles a probar también al adc de la academia , Smash, lo que también provocó críticas al cuerpo técnico. No clasificaron para el First Stand Tournament tras haber caído en la primera fase de los Playoffs de la LCK Cup ante HLE.
T1 ha sido históricamente el equipo más laureado del mundo en League of Legends. Entre sus logros internacionales, el club acumula cinco campeonatos del mundo (2013, 2015, 2016, 2023 y 2024), siendo el único equipo que ha conseguido este título más de una vez, siendo dos de ellos consecutivos, y dos títulos del MSI (2016 y 2017), además de 10 ediciones de su liga Local(KR).

## Jugadores
| Posición   | Nombre                  | Usuario  | Nacionalidad  |
| ---------- | ----------------------- | -------- | ------------- |
| Top        | Choi Hyeon-jun (최현준) | Doran    | Corea del Sur |
| Jg         | Mun Hyeon-jun (문현준)  | Oner     | Corea del Sur |
| Mid        | Lee Sang-hyeok (이상혁) | Faker    | Corea del Sur |
| ADC        | Lee Min-hyeong (이민형) | Gumayusi | Corea del Sur |
| ADC second | Sim Geum-jae (신금재)   | Smash    | Corea del Sur |
| Supp       | Ryu Min-seok (류민석)   | Keria    | Corea del Sur |